# Letana emanueli
Letana emanueli är en insektsart som beskrevs av Sigfrid Ingrisch 1990. Letana emanueli ingår i släktet Letana och familjen vårtbitare. Inga underarter finns listade i Catalogue of Life.